# 奥尔伯里
奥尔伯里（英語：Albury）是澳大利亚新南威尔士州的一座城市，位于墨累河北岸，距悉尼550公里，距墨尔本325公里。本地為澳大利亚的一个地方政府，由奥尔伯里市政府統辖。
奥尔伯里是瑞福利納地区的第二座主要城市，也是新南威爾士州继沃加沃加之后的第二大内陆城市，市区人口43,787人。奥尔伯里与位于墨累河对岸维多利亚州的沃东加乃双子城，雙城人口共82,974人。